# Donington (Lincolnshire)
Donington – wieś w Anglii, w hrabstwie Lincolnshire, w dystrykcie South Holland. Leży 44 km na południowy wschód od Lincoln i 155 km na północ od Londynu.